# Florentine Lahme
Florentine Lahme es una actriz alemana, más conocida por haber interpretado a Karen Stember en la serie Geliebte Schwestern, a Valery Crämer en Sternenfänger y a Petra Helmholtz en GSG 9 - Die Elite Einheit.

## Biografía
Salió con el director y productor alemán Oliver Berben, pero la relación terminó en septiembre de 2007.

## Carrera
En 1997 interpretó a la estudiante de enfermería Karen Stember en la serie Geliebte Schwestern.
En 2003 apareció por primera vez en la serie Rosamunde Pilcher, donde interpretó a Charlotte durante el episodio "Flamme der Liebe"; más tarde apareció en la serie ahora en 2010 interpretando a Mia Campbell en "Flügel der Liebe". En 2007 se unió al elenco principal de la serie policíaca GSG 9 - Die Elite Einheit, donde dio vida a Petra Helmholtz hasta el final de la serie en 2008. En 2009 se unió al elenco de la serie Defying Gravity, donde interpretó a la astronauta Nadia Schilling hasta el final de la serie ese mismo año. Ese mismo año se unió al elenco de la miniserie Impact, donde interpretó a Martina Altmann.
En 2012 dio vida a Lea Hubachner en el episodio "Die Rückkehr des Patriarchen" de la serie Die Rosenheim-Cops; anteriormente había aparecido por primera vez en la serie en 2006, cuando interpretó a Tina von Stetten en el episodio "Auch sonntags wird gemordet". En 2013 apareció como invitada en la serie Alarm für Cobra 11 - Die Autobahnpolizei, donde interpretó a Claudia Lukowitsch durante el episodio "Gestohlene Liebe"; anteriormente había aparecido tres veces en la serie interpretando a tres personajes distintos: Jasmin en 2001 durante el episodio "Todesfahrt der Linie 834", Lea Kish en 2003 durante el episodio "Tödliche Fracht" y finalmente a Anja May en 2009 durante el episodio "Das Komplott". Ese mismo año apareció como invitada en un episodio de la serie Crossing Lines, donde interpretó a Kathrin Eicholz.

## Filmografía

### Series de televisión
| Año         | Título                                           | Personaje                  | Notas                                      |
| ----------- | ------------------------------------------------ | -------------------------- | ------------------------------------------ |
| 2013, 2014  | Crossing Lines                                   | Kathrin Eicholz            | 2 episodios                                |
| 2013        | Der Bergdoktor                                   | Kathrin Löffler            | episodio "Schattenkind"                    |
| 2013        | Heiter bis tödlich - Akte Ex                     | Sabine Claarsen            | episodio "Verlorene Nacht"                 |
| 2013        | Alarm für Cobra 11 - Die Autobahnpolizei         | Claudia Lukowitsch         | episodio "Gestohlene Liebe"                |
| 2013        | Ein Fall für zwei                                | Tanja Torsow               | episodio "Schöner Sterben"                 |
| 2012        | Die Rosenheim-Cops                               | Lea Hubachner              | episodio "Die Rückkehr des Patriarchen"    |
| 2012        | Der letzte Bulle                                 | Anita Beneke               | episodio "Nymphen und Don Juans"           |
| 2010        | Spezialeinsatz                                   | Cora Wegner                | -                                          |
| 2010        | Rosamunde Pilcher                                | Mia Campbell               | episodio "Flügel der Liebe"                |
| 2009        | Defying Gravity                                  | Nadia Schilling            | 13 episodios                               |
| 2009        | Impact                                           | Martina Altmann            | 2 episodios - miniserie                    |
| 2008        | Plötzlich Papa - Einspruch abgelehnt!            | Astrid                     | episodio "Die Mamas und die Papas"         |
| 2007 - 2008 | GSG 9 - Die Elite Einheit                        | Petra Helmholtz            | 25 episodios                               |
| 2008        | SOKO Kitzbühel                                   | Madja Gloger               | episodio "Kahlschlag"                      |
| 2007        | Im Tal der wilden Rosen                          | Cassandra "Cassie" Mills   | episodio "Ritt ins Glück"                  |
| 2007        | Der Dicke                                        | Sandra Gittner             | episodio "Zug um Zug"                      |
| 2007        | Die Rettungsflieger                              | Jasmin                     | episodio "Entscheidungen"                  |
| 2007        | Verrückt nach Clara                              | -                          | episodio "Zwei Männer sind einer zu wenig" |
| 2006        | Pastewka                                         | Entrenadora Personal       | episodio "Das Fitness-Studio"              |
| 2006        | In aller Freundschaft                            | Isabelle Becker            | episodio "Eine Nacht mit Folgen"           |
| 2005        | Das Traumschiff                                  | Tatjana Petersen           | episodio "Burma/Myanmar"                   |
| 2005        | Im Namen des Gesetzes                            | Jeanette Korn              | episodio "Stirb, Mörder!"                  |
| 2005        | Mit Herz und Handschellen                        | Doris Devereux             | episodio "Leiche auf Abwegen"              |
| 2005        | Die Abstauber - Herrenjahre sind keine Lehrjahre | Annika "Schruphuhn" Ludwig | -                                          |
| 2004        | Inga Lindström                                   | Eva Winklund               | episodio "Die Farm am Mälarsee"            |
| 2004        | Familie Dr. Kleist                               | Sabine Gross               | episodio "Verbotene Liebe"                 |
| 2004        | Die Sitte                                        | Anna Weismann              | episodio "Sie oder Keine"                  |
| 2004        | Colonia Brigada Criminal                         | Juliane Brant              | episodio "Je oller, je doller"             |
| 2004        | Küstenwache                                      | Maren Duve                 | episodio "Schiffbruch"                     |
| 2003        | Wilsberg                                         | Silke Buschfeld            | episodio "Letzter Ausweg - Mord"           |
| 2003        | Millennium Mann                                  | Nina                       | episodio "Elvis"                           |
| 2002        | SOKO 5113                                        | Michaela Pauli             | episodio "Blutopfer"                       |
| 2002        | Kommissar Rex                                    | Erika Strobl               | episodio "Blond, hübsch, tot"              |
| 2002        | Sternenfänger                                    | Valery Crämer              | 26 episodios                               |
| 2000        | Die Wache                                        | Sissy Lenze                | episodio "Love Parade"                     |
| 2000        | Der Pfundskerl                                   | Jacqueline                 | episodio "In bester Gesellschaft"          |
| 1997        | Geliebte Schwestern                              | Karen Stember              | 250 episodios                              |

### Películas
| Año  | Título                                            | Personaje             | Notas                                                                                        |
| ---- | ------------------------------------------------- | --------------------- | -------------------------------------------------------------------------------------------- |
| 2015 | Stung                                             | Gweneth               | junto a Clifton Collins Jr., Lance Henriksen, Matt O'Leary, Daniele Rizzo & David Masterson  |
| 2014 | Nachbarn süss-sauer                               | Marion                | junto a Christoph M. Ohrt, Bettina Zimmermann, Linda Chang & Cosima Henman                   |
| 2014 | Guten Tag                                         | Mutter                | corto - junto a Isolda Dychauk, Thorsten Nindel, Heiko Dietz & Anno Koehler                  |
| 2013 | Der fast perfekte Mann                            | Nike Guldener         | junto a Benno Fürmann, Collien Ulmen-Fernandes & Jördis Triebel                              |
| 2013 | Turbo & Tacho                                     | Saskia                | junto a Axel Stein, Daniel Roesner, Petra Kleinert, Barbara Schmidt & Stefan Richter         |
| 2012 | Das Leben ist ein Bauernhof                       | Carola                | junto a Heinz-Josef Braun, Johannes Demmel, Roland Eugen & Katharina Leonore Goebel          |
| 2011 | Treasure Guards                                   | Nina Trent            | junto a Anna Friel, Raoul Bova, Volker Bruch & Akram Allie                                   |
| 2011 | Geister: All Inclusive                            | Julia Sander          | junto a Kai Schumann, Annette Frier, Erdogan Atalay, Stefan Weinert & Frank Christian Marx   |
| 2010 | Bei manchen Männern hilft nur Voodoo              | Beate Lenz            | junto a Felicitas Woll, Jean-Luca Classen, Sven Martinek & Simone Thomalla                   |
| 2009 | 40+ sucht neue Liebe                              | Alexandra Weiss       | junto a Nina Kronjäger, Oliver Stokowski, Marco Bretscher-Coschignano & Thomas Heinze        |
| 2009 | Männersache                                       | Monique               | junto a Mario Barth, Anja Kling, Michael Gwisdek, Jürgen Vogel, & Uwe Ochsenknecht           |
| 2009 | Liebe macht sexy                                  | Claudia               | junto a Simone Thomalla, Pierre Besson, Pascal Andres & Helen Schneider                      |
| 2009 | Mord ist mein Geschäft, Liebling                  | Alexandra             | junto a Rick Kavanian, Nora Tschirner, Christian Tramitz, Janek Rieke & Franco Nero          |
| 2009 | Fire!                                             | Eve May               | junto a Gary Dourdan, Cosma Shiva Hagen, Ken Duken, Jorres Risse & Thure Riefenstein         |
| 2008 | Dicke Liebe                                       | Florine               | junto a Victoria Gabrysch, Barnaby Metschurat, Nina Kronjäger & Steffen Schroeder            |
| 2008 | Treuepunkte                                       | Michelle              | junto a Christine Neubauer, Martin Lindow, Henning Baum & Katharina Schubert                 |
| 2008 | Safari ins Glück                                  | Marie                 | junto a Carin C. Tietze, Heio von Stetten, Simon Verhoeven, Jonathan Price & Gosia Konieczna |
| 2007 | Keinohrhasen                                      | Sissi                 | junto a Til Schweiger, Nora Tschirner, Matthias Schweighöfer & Wladimir Klitschko            |
| 2007 | Warum Männer nicht zuhören und Frauen schlecht... | Tanja Schneider       | junto a Benno Fürmann, Matthias Matschke, Uwe Ochsenknecht & Thomas Kretschmann              |
| 2007 | Metamorphosis                                     | Sabine                | junto a Corey Sevier Christopher Lambert, Jennifer Higham, Charlie Hollway & Anja Kruse      |
| 2005 | Polly Adler - Eine Frau sieht rosa                | Gabrielle             | junto a Petra Morzé, Nina Blum, Wolfgang Böck, Julia Cencig & Michou Friesz                  |
| 2005 | Stürmisch verliebt                                | Angie                 | junto a Jana Pallaske, Roman Knizka, Jürgen Tarrach & Jan Henrik Stahlberg                   |
| 2005 | Sommer mit Hausfreund                             | Undine Frieling       | junto a Thekla Carola Wied, Friedrich von Thun, Jürg Löw & Julian Sengelmann                 |
| 2004 | Küss mich, Kanzler!                               | Leila                 | junto a Robert Atzorn, Andrea Sawatzki, Hanns Zischler, Ursula Andermatt & Florian Fitz      |
| 2004 | Eine verflixte Begegnung im Mondschein            | Esther                | junto a Uwe Bohm, Sandra Leonhard, Patrizia Moresco, Peter Gavajda & Tana Schanzara          |
| 2004 | Sweet Lullabies                                   | Merle                 | corto - junto a Anian Zollner & Thorsten Loeb                                                |
| 2004 | Die Rückkehr des Vaters                           | Clara                 | junto a Wotan Wilke Möhring, Uwe Bohm, Vadim Glowna, Sophie von Kessel & Deborah Kaufmann    |
| 2003 | Novaks Ultimatum                                  | Charlotte Hildebrandt | junto a Mark Keller, August Zirner, Hanns Zischler & Rolf Kanies                             |
| 2003 | Spurlos - Ein Baby verschwindet                   | Madre de Kevin        | junto a Désirée Nosbusch, Erol Sander, Jürgen Schornagel, Muriel Baumeister & Horst Krause   |
| 2001 | Ein Millionär zum Frühstück                       | Inga                  | junto a Markus Meyer, Robert Meller & Markus von Lingen                                      |

### Apariciones
| Año  | Título                  | Personaje     | Notas                                               |
| ---- | ----------------------- | ------------- | --------------------------------------------------- |
| 1997 | Die Harald Schmidt Show | Hermana Karen | episodio "Show #265 - Interview mit Außerirdischen" |